# Antoni Murzynowski

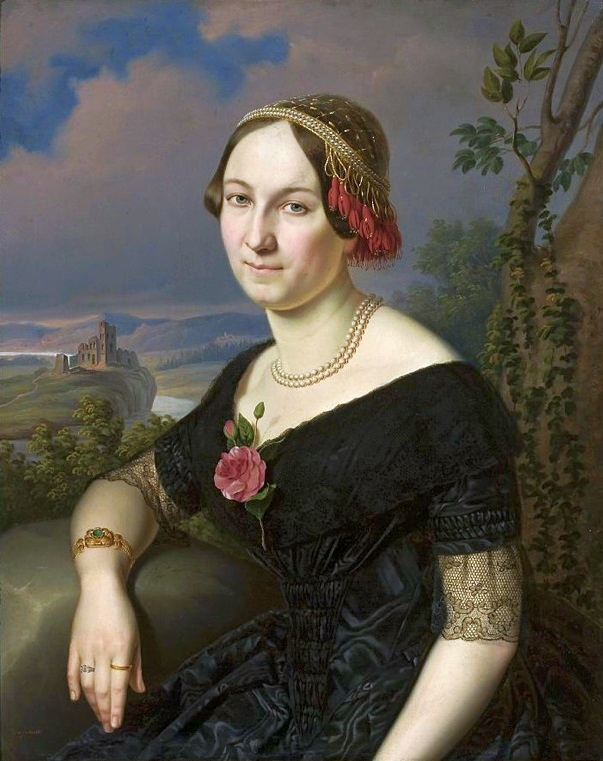
Portret damy; Antoni Murzynowski — Muzeum Narodowe w Warszawie

Antoni Murzynowski (ur. 14 kwietnia 1818 w Warszawie, zm. 13 lipca 1896 tamże) – polski malarz.

## Życiorys
Urodził się w Warszawie 14 kwietnia 1818 w rodzinie Wawrzyńca herbu Ogończyk i jego żony Marianny z d. Kisielińskiej. Uczył się w warszawskiej szkole pijarów. Rysunku i malarstwa uczył się u Aleksandra Kokulara i Franciszka Pfanhausera. W osiemnastym roku życia ożenił się z Józefą Rohr i mieli jednego syna Czesława, który zmarł w dzieciństwie.
Za obrazy Portret kobiecy oraz Wnętrze salonu A. Kokulara zaprezentowane w stołecznym ratuszu otrzymał w 1841 list pochwalny. Swoje prace wystawiał w Towarzystwie Zachęty Sztuk Pięknych w Warszawie. W jego twórczości przeważyły portrety oraz obrazy o tematyce religijnej i sceny rodzajowe. Jego obraz Święta Anna z Matką Boską i Dzieciątkiem znajduje się w kościele św. Anny w Warszawie. W wielu kościołach różnych miast jest sporo obrazów autorstwa A. Murzynowskiego.
W ostatnich latach życia był sparaliżowany i przebywał wraz z żoną w Kozłówce, w majątku Konstantego Zamoyskiego.
Zmarł 13 lipca 1896 i pochowany został na cmentarzu Powązkowskim w Warszawie.